# Farfetch
Farfetch是一個英葡線上奢侈品时尚網路平台，銷售來自世界各地700多家精品店和品牌的產品。該公司於2007年由葡萄牙企业家荷西·內維斯創立。其總部位於伦敦，而主要分支機構位於里斯本和波爾圖。2020年宣布其中文名为发发奇。